# Top Fuel
Top Fuel je najhitrejši razred dragsterjev - avtomobilov za dirke v pospeševanju. Najhitrejši avtomobili dosežejo hitrosti do 330 mph (530 km/h), končajo 1.000 ft (300 m) progo v 3,7 sekundah in četrtino milje (402 metra) v 4,4 sekundah. Moč motorjev dosega tudi do 10000 KM.
Zaradi visokih hitrosti ta razred tekmuje samo na 300 metrih dolgih progah, za razliko od tradicionalne četrtine milje. Top Fuel dragster pospeši do 100 mph (160 km/h) v samo 0,8 sekundah, več kot katapulti za letala na letalonosilkah. V 200 metrih lahko dragster pospeši do 450 km/h.
Po pravilih NHRA je največja dovoljena količina nitrometana 90%, ostali delež je po navadi metanol.  Nitrometan ima nižjo vsebnost energije (11,2 MJ/kg), kot bencin (44 MJ/kg) ali metanol (22,7 MJ/kg). Vendar lahko motor na nitrometan razvija 2,3 več moči kot na bencin. Za zgorevanje 1 kg bencina je potreben 14,7 zraka, za 1 kg nitrometana pa samo 1,7 kg zraka. Motor tako lahko porablja 8,7 več nitrometana kot bencina. Dragster lahko porabi  med zagonom, ogrevanjem in dirko do 100 litrov goriva.
Teža motorja je okrog 225 kilogramov, od tega je blok motorja težak 85 kg, ročična gred 47, glave 18 kg vsaka.
Kenny Bernstein je bil prvi v zgodovini NHRA, ki je presegel 490 km/h (300 mph), Tony Schumacher pa prvi čez 500 km/h.  25. julija 2025 je Brittany Force na dirkališču Sonoma Raceway v Kaliforniji (Združene države) postal prvi voznik, ki je presegel hitrost 550 km/h, s časom 3,645 sekunde in končno hitrostjo 552,26 km/h (343,16 mph) na koncu proge. 
Pred dirko dragsterji izvedejo "burnout", kar očisti, segreje gume in tudi doda nanos gume na asfalt, kar zelo poveča trakcijo pri štartu. Za zaviranje se uporablja zaviralno padalo.